# Babushkinsky (huyện)
Huyện Babushkinsky (tiếng Nga: ? райо́н) là một huyện hành chính tự quản (raion), của Tỉnh Vologda, Nga. Huyện có diện tích 7752 km². Trung tâm của huyện đóng ở Imena Babushkina.